# Markus Kaufmann (Musiker)
Markus Kaufmann (* 1991 in Chemnitz) ist ein deutscher Kirchenmusiker. Seit Dezember 2021 ist er Kantor der Nikolaikirche in Leipzig.

## Leben
Kaufmann wurde in Chemnitz geboren und wuchs in Lichtenstein/Sa. auf. 1993 wurde sein Bruder Pascal Kaufmann geboren (seit 2019 Kantor in Augustusburg), mit dem er gemeinsam lernte und die beide als Duo Musik veröffentlichen und Konzerte geben.
Ab ihrem jeweils sechsten Lebensjahr erhielten die Brüder Klavierunterricht bei Markus Ludwig an der Kreismusikschule Zwickauer Land, wo sie ab 2004 ebenso am Cembalo und ab 2006 an der Orgel ausgebildet wurden. Seit 2003 nimmt Kaufmann als Solist sowie als Duo mit Bruder Pascal regelmäßig an Musikwettbewerben teil.
Seit 2007 treten die beiden Brüder auch als Cembalo-Duo auf. 2009 wirkten sie anlässlich Einweihung der Jahn-Orgel in der Schlosskapelle Waldenburg erstmals an einer CD-Produktion mit. Sie setzen sich als Organisten für den Erhalt romantischer Orgeln ein.
Nach dem Abitur und einem Freiwilligen sozialen Jahr studierte Kaufmann von 2010 bis 2016 an der Hochschule für Kirchenmusik Dresden und an der Hochschule für Musik Carl Maria von Weber Dresden, unter anderem bei Frauenkirchenorganist Samuel Kummer und Martin Strohhäcker. Als Abschlusskonzert seiner Ausbildung zum A-Kantor spielte er seine eigene Orgelfassung von Till Eulenspiegels lustige Streiche von Richard Strauss, für die er eine Auszeichnung erhielt.
2017 wurde Kaufmann Kantor der Evangelischen Kirchgemeinde in Quedlinburg und als Domorganist leitete er auch den Quedlinburger Musiksommer. Seit Dezember 2021 ist er Kantor der Leipziger Nikolaikirche.
Kaufmann ist verheiratet und hat einen Sohn.

## Auszeichnungen
- gemeinsam mit Pascal Kaufmann
  - 2003: 1. Preis beim Kinder- und Jugendmusikpreis Meerane für den ersten Satz ihrer vierhändigen Singer-Bearbeitung der 5. Sinfonie von Beethoven[2]
  - ab 2006: Förderstipendium des Freistaates Sachsen im Fach Klavier[2]
  - 2007 und 2010: 2. Preis in der Kategorie Alte Musik beim Bundeswettbewerb Jugend musiziert für Cembalospiel[2]
  - 2011: Förderstipendium der Sächsischen Mozart-Gesellschaft e. V.[2]
- 2015: als Finalist eines von drei Diploma beim Internationalen Piano- und Orgelwettbewerb M. K. Čiurlionis Vilnius[5]

## Diskografie
- als Duo Markus & Pascal Kaufmann:
  - 2016: O du fröhliche – Weihnachtliche Orgelmusik
  - 2019: Carneval der Tiere
  - 2019: Aus der Neuen Welt – An der Orgel der Frauenkirche Dresden
  - 2020: Kling Glöckchen – Weihnachtliche Orgelmusik
  - 2021: Die Moldau
  - 2023: Der Erlkönig – Das vierhändige Klavierkonzert